# 林天素
林雪（？—？），字天素，以字行，福建建宁人；另有钱塘（今浙江杭州）人一说。明代西湖边名妓。工于书法，善于绘画，画笔秀绝。董其昌、陈继儒、李流芳、曹学佺、陈文述等人与她交往。

## 生平
林天素因在福建受到豪绅迫害离开福建，先流浪到苏州玄墓，后来到了杭州西溪，依附汪然明，寄住在西溪的“随喜庵”。
陈继儒和林天素据《意中缘》似乎是恋人关系，但陈寅恪称，《意中缘》传奇姻配林天素，汪然明替代董其昌，更为允当。
林天素与杨云友也是好友，杨云友死后，又因豪强所迫，离开杭州。万历四十八年（1620年）冬天回到了福建建宁。最终，林天素在战乱中被辱而死。但据陈寅恪《柳如是别传》，天启元年辛酉（1621），林天素游西湖，不久即归闽。日期有争议。

崇祯14年（1641），汪然明前往福建，专为寻访林天素，得到了林天素深情款待。次年5月归。

## 评论
卓发之《花隐编序》云：「当今林天素画极超逸，自是倪元镇，黄子久一流人。尝与玄宰先生言，诗至薛洪度，画至天素，具有名士风流。然诗女尚可多得，古来闺秀稍工兰竹耳，能为山水逸格者，从来未有。天素自足独擅千古，领袖兹集。后有披揽兴怀，惊魂动魄者，必我天素耳。」将她和倪元镇黄公望薛涛并举。
董其昌评论林天素如"北宗卧轮偈"，杨云友如"南宗慧能偈"，自是认为林天素不如杨云友。
《艺林月刊》载有天启7年(1627)林天素所作山水册。波臣画派谢彬曾为杨云友、林天素绘像。
董其昌《容台诗集》卷2有《赠林天素》，《题林天素画》。

## 作品
林雪的山水画作品：《雪景寒林山水图轴》（绫本墨色。真迹）。署名：“天启元年小春写于柳浪巷。”自钤：“天素”（朱）、“林雪”（白）。
上海博物馆藏有二幅作品，南通博物苑藏有她的一幅《观音像图轴》。署年“已酉”，劳继雄定为是“1669年（康熙八年）”。
按《艺林月刊》载有林雪（天素）天启七年（一六二七）作山水册。
黄书梅在《林雪：一位明末名妓画家的生平与艺术》一文中，认为林雪存世作品最晚者作于1645年（顺治二年）。